# Astroblepus ubidiai
Astroblepus ubidiai é uma espécie de peixe da família Astroblepidae.
É endémica do Equador.
Os seus habitats naturais são: rios, nascentes de água doce e sistemas cársticos interiores.
Está ameaçada por perda de habitat.